# La Fuga (groupe)
Pour les articles homonymes, voir La Fuga.
La Fuga est un groupe de rock espagnol, originaire de Reinosa, en Cantabrie

## Biographie

### Débuts
Le groupe se lance en 1997. En septembre la même année, le groupe se compose d'Edu (batterie), Rulo (chant, guitare), Fito (guitare, chœurs) et Iñaki (basse), et joue ses premiers concerts à Reinosa et d'autres endroits de Cantabria et Palencia.
Après avoir trouvé le succès grâce à leur démo, ils jouent d'autres concerts dans d'autres villes, et même Madrid. Ils enregistrent ensuite leur premier album studio, Mira, sorti en 1998.
Les membres financent la moitié de l'enregistrement de leur album, et l'autre est financé par le label indépendant FAK Records. En 1998, Fito participe avec le groupe comme invité à un concert de charité organisé par le groupe au Teatro Municipal de Reinosa. Ils jouent des reprises d'autres groupes comme Platero y Tú, Maná et Los Suaves.
Ils tentent d'enregistrer à nouveau pour l'an 2000. Ils enregistrent un deuxième album, A golpes de Rock and Roll. En mars et avril, ils commencent à enregistrer au Sonido XXI, publiant l'album en juin, suivi par une tournée. Pendant cette tournée, les frères San Martín (dirigeants du studio) demande à La Fuga de signer un contrat avec EDG Music, et d'y publier deux albums. Le groupe  accepte sachant qu'une occasion s'ouvre à eux.

### DeA las doceàAsuntos pendientes

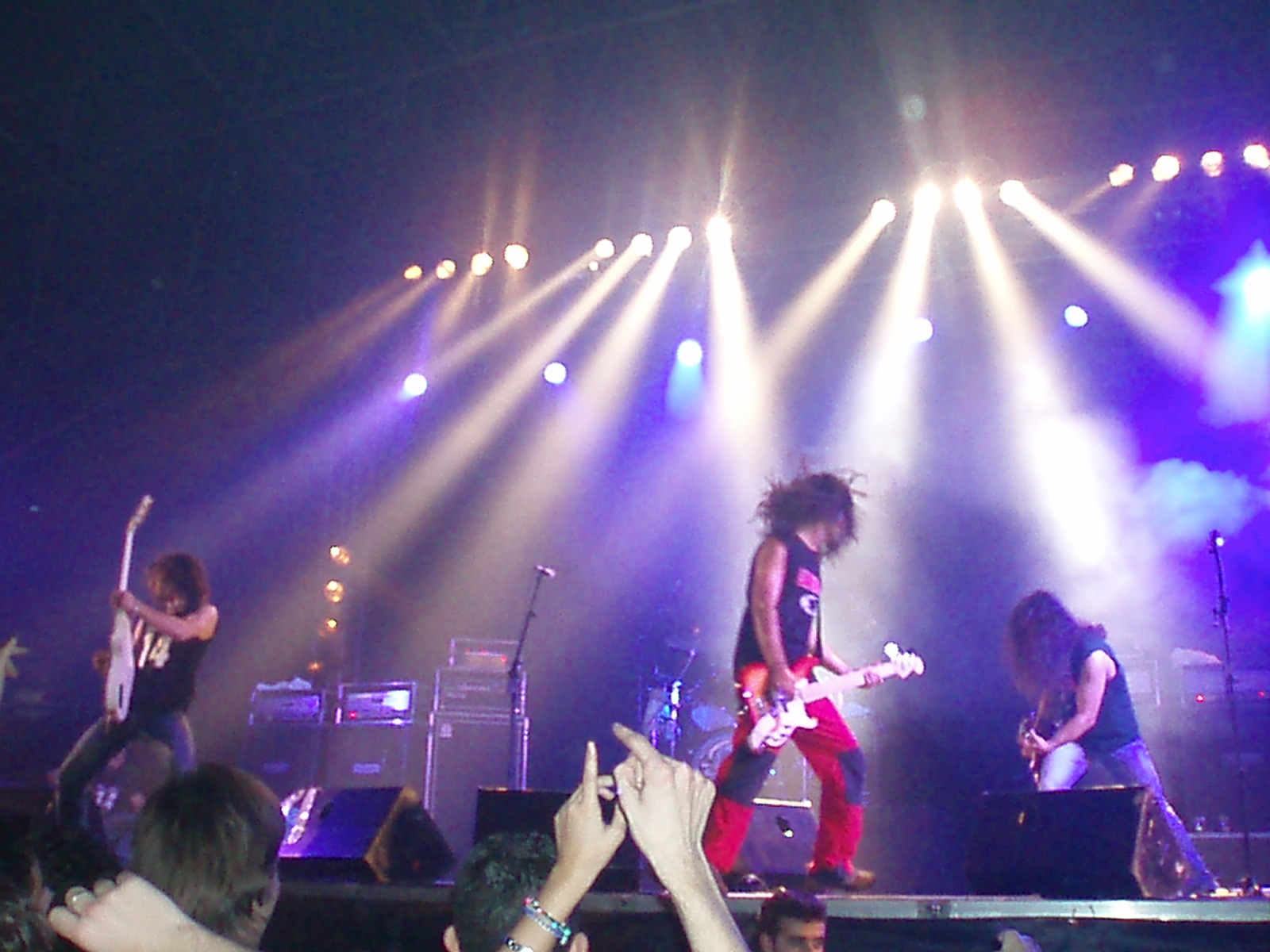
La Fuga à Salamanca.

En 2001, et après quelques mois d'enregistrements, le groupe revient au Navarra pour enregistrer A las doce. Ils enregistrent l'album A las doce en deux semaines, avec un meilleur équipement. La tournée qui suit compte pas moins de 60 concerts, passant par des festivals comme le ViñaRock et le Derrame Rock. Aurora Beltrán participe aussi avec eux au morceau Balada del despertador, et leurs premiers clips (Pa volar et Conversación, habitación) sont tournés.
Calles de papel, lancé en mai 2003, comprend un clip qui comprend lui-même des photos de leur tournée en 2002. La même année, ils participent à une compilation en hommage au groupe Barricada, intitulée Un camino de piedras: un homenaje a Barricada, contribuant avec une reprise de Pasión por el ruido. En 2004, ils jouent sur une autre compilation, cette fois en hommage à Radio Futura, avec une reprise de 37 grados.
En avril 2005, ils lancent Negociando gasolina, qui comprend le fameux single Buscando en la Basura. Une tournée prend de nouveau place dans toute l'Espagne.
Après trois ans sans sortir d'album studio , La Fuga annonce Asuntos pendientes, leur nouvel album. L'album est choisi pour une tournée dans toute l'Amérique du Sud. Le premier single, No sólo respirar, comprend un rythme plus rapide qu'à l'accoutumée. Le clip est enregistré au même endroit où le morceau Polvo en los ojos de Soziedad Alkohólika a été enregistré.

### Changements
En octobre 2009, La Fuga annonce le départ du bassiste et chanteur Rulo. Plus tard, en juin 2010, Fito abandonne aussi La Fuga pour rejoindre Rulo.
Après leur rupture, ils sortent un album avec Pedro, Nando, Edu, et Raúl.

## Discographie
- Mira (1998)
- A golpes de Rock and Roll (2000)
- A las doce (2001)
- Calles de papel (2003)
- Negociando gasolina (2005)
- La Fuga en directo (Sala Aqualung de Madrid) (2006)
- Nubes y claros (2006)
- Asuntos pendientes (2008)
- Raíces (2011)